# Johann Friedrich Schink
Johann Friedrich Schink (Magdeburgo, 1755 – Żagań, 1835) è stato uno scrittore tedesco.
Più che per il suo Marionettentheater (1778), è noto per il dramma Johann Faust (1804), che spinse Goethe a finire il suo Faust.